# Crinia
Crinia és un gènere de granotes de la família dels miobatràcids que es troba a Austràlia.

## Taxonomia
| Nom comú | Nom binomial                                                            |
| -------- | ----------------------------------------------------------------------- |
|          | Crinia bilingua (Martin, Tyler, i Davies, 1980)                         |
|          | Crinia deserticola (Liem i Ingram, 1977)                                |
|          | Crinia georgiana (Tschudi, 1838)                                        |
|          | Crinia glauerti (Loveridge, 1933)                                       |
|          | Crinia insignifera (Moore, 1954)                                        |
|          | Crinia nimbus (Rounsevell, Ziegeler, Brown, Davies, i Littlejohn, 1994) |
|          | Crinia parinsignifera (Main, 1957)                                      |
|          | Crinia pseudinsignifera (Main, 1957)                                    |
|          | Crinia remota (Tyler i Parker, 1974)                                    |
|          | Crinia riparia (Littlejohn i Martin, 1965)                              |
|          | Crinia signifera (Girard, 1853)                                         |
|          | Crinia sloanei (Littlejohn, 1958)                                       |
|          | Crinia subinsignifera (Littlejohn, 1957)                                |
|          | Crinia tasmaniensis (Günther, 1864)                                     |
|          | Crinia tinnula (Straughan i Main, 1966)                                 |